# Ambrose Burnside
Ambrose Everett Burnside (Liberty, Indiana, 1824. május 23. – Bristol, Rhode Island, 1881. szeptember 13.) amerikai katona. Az amerikai polgárháborúban ezredes, dandártábornok, rövid ideig a Potomac hadsereg vezérőrnagya.
Az első fredericksburgi csatában (1862. december 11–15.) elszenvedett véres vereség után leváltották. A nyugati hadszíntéren sikeres hadjáratot vezetett Kelet-Tennessee-ben. Újra a keleti hadszíntérre kerülve harcolt a Vadon csatában és Spotsylvaniai csatában, majd a North Anna-i ütközetben. A Cold Harbour-i csata után holtpontra jutó Overland hadjárat után Ulysses S. Grant vezérőrnagy tervei alapján hadserege átkelt a James folyón és Petersburg ostromában vett részt Benjamin Butler hadserege és Winfield S. Hancock hadteste mellett harcolva. 
Petersburg megrekedő ostromát Burnside egy leleményes aknásítással akarta mozgásba lendíteni. A kibontakozó Kráter csatában az uniós hadsereg jelentős vereséget szenvedett és a vereség okát kutató bizottság vizsgálatába Burnside belebukott. Nem kapott több parancsnoki beosztást. 1865 után részt vett Rhode Islanden a helyi politikai közéletben, majd 1875-től haláláig az Amerikai Egyesült Államok Rhode Islandet képviselő szenátora volt. A National Rifle Association, a fegyvertartást és a sportlövészetet népszerűsítő egyesületnek elnöke volt. Nevezetes volt pofaszakálla, ő hozta divatba későbbi nevén a pajeszt.

## Élete

### Ifjúsága és tanulmányai
Egy bírósági titkár és farmer családjában született, 1843-ban felvették az Egyesült Államok Katonai Akadémiájára, a West Point-ra. Jó tanuló volt, de többször is kimaradt, mert szeretett szórakozni. 1847-ben diplomázott, évfolyamában a 38 diákból ő végzett a 18. helyen. Címzetes hadnagyként a tüzérségnél szolgált, majd hamarosan rész vett a mexikói–amerikai háborúban (1846-1848). 1853-ban megalapította a Bristol Rifle Műveket, amelyben hátultöltős puskákat gyártott. Amikor csődbe ment az üzlete, újra visszatért a katonáskodáshoz, a Rhode Island-i milícia vezérőrnagya lett.

### Az amerikai polgárháborúban
Az amerikai polgárháború kitörésekor az Unióhoz hű államok ezredeket szerveztek, képeztek ki és felajánlották szolgálataikat az Uniónak, így tett Ambrose Burnside is, Rhode Island-i ezredével az Unió segítségére sietett, harcolt az első Bull Run-i csatában (1861 július 21.) Az unionisták elvesztették a csatát, de Burnside teljesítményét nem ítélték rossznak, dandártábornokká léptették elő. 1861 őszén rábíztak egy kisebb észak-karolinai expedíciót, amelynek során a gyenge ellenállás közepette némi katonai sikereket ért el. George B. McClellan vezénylő tábornok leváltása 1862. november 5-e után sor került Burnside kinevezésére a Potomac-hadsereg élére, Burnside nem érezte magát alkalmasnak a feladatra, de látszólag jó tervei voltak, s végül elvállalta a Potomac-hadsereg főparancsnoki posztját.

### A Potomac hadsereg parancsnoka
Átalakította McClellan 113 000 fős hadseregét, úgynevezett nagy divíziókba osztotta azokat. Neki vezette seregét Fredericksburg erődjének, de hogy megközelítse, előbb át kellett kelnie a sebes folyású, jégtáblákat sodró Rappahannock folyón. Robert E. Lee déli tábornoknak volt ideje megerősíteni állásait a Rappahannock folyó mögötti magaslatokon. Lee serege mindössze 75 000 katonából állt, de annak központi vonalait hosszú kőfal és a fal árnyékában kiásott árok védte, a sereg szárnyait lövészgödrök védték, védelmi vonala mintegy 30 km hosszú volt jól elhelyezett 306 ágyúval. (Ez a felkészülés már I. világháborúra emlékezteti az utókort, bár meg kell hagyni, hogy Európában sokáig nem fordítottak kellő figyelmet az amerikai polgárháború harci módszereinek tanulmányozására.) 
Burnside 1862. december 12-én átkelt a Rappahannock folyón (azóta is van ott egy Burnside-híd), s 13-án hagyományos napóleoni módszerrel frontálisan megtámadta a Fredericksburg-i erőd védőit. Az első rohamban 6000 északi katona esett el. A beosztott tábornokok figyelmeztették parancsnokukat a veszélyre, de Burnside nem hallgatott rájuk, miután az első roham, French tábornoké összeomlott, rohamra vezényelte Winfield Scott Hancock, majd Joseph Hooker csapatait is, hatszor rohamozták meg a kőfalat. Szemtanuk szerint a déliek sortüzei percek alatt végeztek a tömött sorokban támadó északiakkal. A csata után az északiak közül 1284 halott és 9600 sebesült maradt a csatmezőn. A polgárháború idején a sebesültek nagyobb felét is a halottak közé kell számítani, mert nem volt még korszerű gyógymód, s gyógyszerek, s ez majd így lesz még az első világháború idején is. A déliek oldalán 595 fő katona esett el. Burnside alkalmatlansága bebizonyosodott, leváltották, őt követően Joseph Hooker tábornokot nevezték ki a Potomac-hadsereg élére.
Burnside a továbbiakban nyugatra került, 1863 márciustól az Ohio Hadsereg felett parancsnokolt. Több kisebb ütközetet megnyert a knoxvillei kampányban. Az Unióhoz hű Tennessee keleti részén Knoxville védelmében fontos szerepet játszott. 1863 november 17-én ostrom alá vette a várost James Longstreet déli tábornok, Burnside csapatai kitartottak, végül a város ostrom alól való felmentésére Grant altábornagy küldött 25 000 fős felmentő sereget William Tecumseh Sherman északi vezérőrnagy vezetésével. Burnside a Knoxville közeli Cumberland-átjáróban felszámolta az ott állomásozó konföderációs csapatokat. Tennesse önkénteseiből új egységeket szervezett, s velük az észak Virginia felé vezető utakat és átjárókat igyekezett szabaddá tenni.
1863-ban nagyon megerősödtek az Unió területén a békepártiak (békepárti demokraták/Peace Democrats), akik már nem akartak tovább háborút a déliekkel, hanem a tárgyalások útján való megegyezést sürgették, s odáig mentek el, hogy az Unió katonáit dezertálásra biztatták, ez nagyon káros volt az amerikai polgárháború finisében, hiszen csökkentette a hadra fogható katonák létszámát és a megtévesztett, félrevezetett fiatal férfiak életébe került, hiszen a tábornokok kénytelenek voltak a halálbüntetést alkalmazni a dezertőrök ellen, mindezt nem kegyetlenségből, hanem az Unió győzelme érdekében. 
A békepártiak hatásos vezérszónoka Clement L. Vallandigham kongresszusi képviselő volt, az egész Unió területét járta szónoklataival, végül katonák tartóztatták le a lakásán, s háború tartamára katonai börtönbe vetették Cincinnati városában. Burnside, a közép-nyugati körzet katonai parancsnoka helyben hagyta az ítéletet. Lincoln elnököt igen támadta a sajtó a szólás- és sajtószabadság megsértése miatt, ezért Lincoln elnök kiszolgáltatta a déliekhez Vallandigham képviselőt. Vallandigham képviselőt át is adták Burnside katonái a délieknek. Burnside véleménye az volt, hogy az árulókat ki kell végezni vagy átadni a délieknek, a kishitűeket tömlöcbe kell vetni, véleményét kiáltványban is közzé tette, ezt is támadta Vallandigham.

### A hadseregtől való megválása

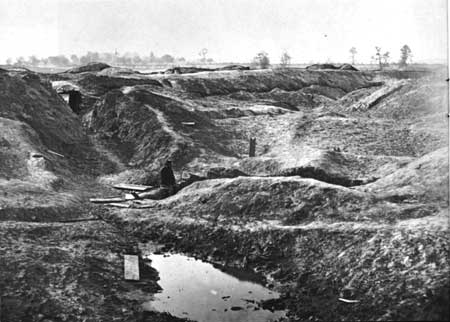
A Petersburg-i Kráter csata helye unionista katonákkal 1865-ben

Burnside tábornok igyekezett az ő katonai hírnevét helyrehozni, végigharcolta a polgárháborút 1864 július 18-ig, az ún. Kráter csata azonban véget vetett katonai karrierjének. Burnside a Richmond-Petersburg elleni hadjáratban (1864 június 9- 1865 március 25) helyrehozhatatlan hibát követett el. 1864 júliusában történt, hogy Henry Pleants a 48. pennsylvaniai ezred parancsnoka javaslatot tett a petersburgi erőd bevételére. Pleants bányamérnök volt, s úgy gondolta, ha alagutat ásnak az erőd alatt, s berobbantják, annak mentén el tudják foglalni az erődöt, erről tájékoztatta James H. Ledlie tábornokot, Ledlie pedig Burnside-ot. Burnside elmondta Grantnak, Grant is látott fantáziát a kísérletben, s Burnside-ot bízta meg a feladat végrehajtásával, Burnside meg kiadta a munkát Ledlie tábornoknak. 1864. július 17-én kész volt az alagút, július 18-án hajnalban robbantották az aknát, a déliek védelmi vonala 60 yard hosszan megsemmisült, s helyén egy 30 láb mély kráter keletkezett. (El is nevezték az itt lefolyt július 18-i öldöklést Kráter csatának).
Ledlie kiadta katonáinak a támadási parancsot, s bement Burnside sátrába, egyikük sem ellenőrizte a támadást, azt gondolták minden rendben van, s hullarészegre itták magukat. Közben kiderült, hogy a robbanás nem törte át a déliek védelmét, s a kráterbe bevonuló unionista katonák nem tudták védeni magukat, a robbantás után felocsúdott déli katonák halomra lőtték az északiakat, Grant a helyszínre sietett, leállította az akciót, s megkereste a felelősöket, s hadbíróság elé állította őket. A hadbíróság Ledlie tábornokot közlegénnyé fokozta le. Burnside-ot megfosztotta parancsnoki beosztásától, s hosszú szabadságra küldte, Burnside lemondott, majd leszerelt, s hivatalnoki és politikusi pályára lépett.
Burnside polgárháborús katonai pályafutásának megítélése gyakran negatív, "kétbalkezes" hadvezérnek, "pofaszakállas pojácának" is csúfolták, de ha meggondoljuk, saját katonai képességeinek korlátaival maga is tisztában volt, nem volt szerénytelen egyéniség, nem véletlen, hogy a Potomac-hadsereg vezetésére háromszor felkérték, s az első két alkalommal visszautasította, harmadszor elvállalta, s nem jól teljesített, elvesztette az 1862-es Fredericksburgi csatát, leváltották, utódja Joseph Hooker sem szerepelt jobban, ő meg elvesztette az 1863-as Chancellorsville-i csatát, mindkét csatában az ellenfél délieket a legendás harcos Robert E. Lee tábornok vezette, akiről gyakran már úgy vélekedtek a polgárháború első felében az Unióban, hogy legyőzhetetlen. Az 1864-es hadbírósági ítélet a Kráter csata kapcsán született Burnside ellen arra való tekintettel, hogy nem felügyelte csapatainak akcióját, s ez már nem hiba volt, hanem a katonai szabályok súlyos megsértése.

## Élete a polgárháború után

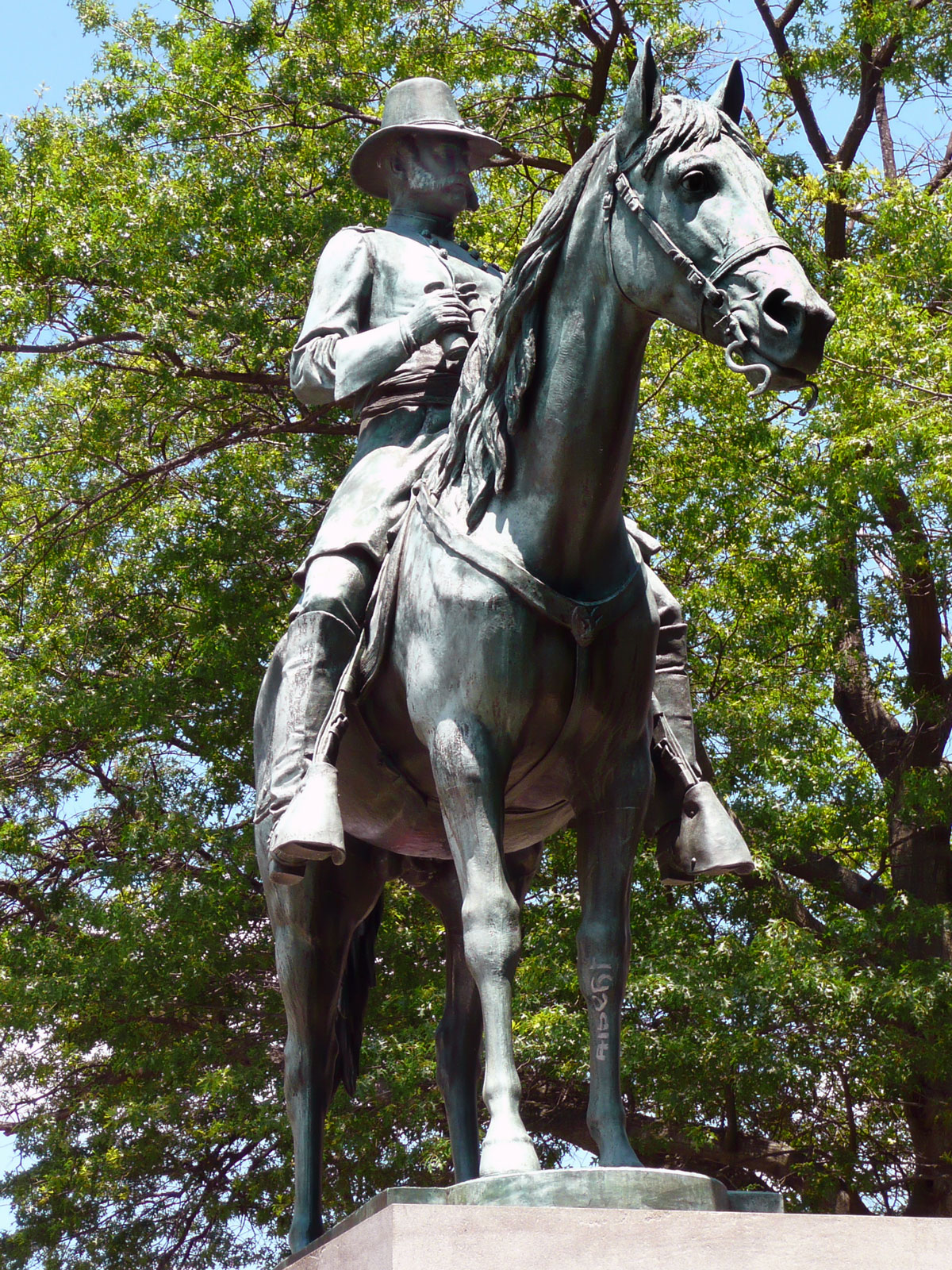
Burnside lovas szobra a Burnside Parkban (Providence, Rhode Island)

Az amerikai polgárháború után ipari és főleg vasúti társaságoknál töltött be hivatali állásokat, Rhode Island államban telepedett le, s közben részt vett a politikai közéletben a Republikánus Párt színeiben. Kiváló szónok és megnyerő egyéniség volt, 3x1 éven át őt választották meg Rhode Island kormányzójának (1866. május 29. – 1869. május 25.), a Rhode Island-i választók bizalmából 1875-től haláláig az Amerikai Egyesült Államok szenátora volt. 1881-ben halt meg szívrohamban. A Swan Point temetőben helyezték örök nyugalomra (Providence, Rhode Island).

## Emlékezete
Szobrok, helységnevek, iskolák nevei őrzik emlékezetét.